# Li-ťiang (řeka)
Li-ťiang nebo jen Li (čínsky pchin-jinem 'Lí Jiāng', znaky 漓江) je řeka v provincii Kuang-si v Čínské lidové republice. Je dlouhá 437 km.

## Průběh toku

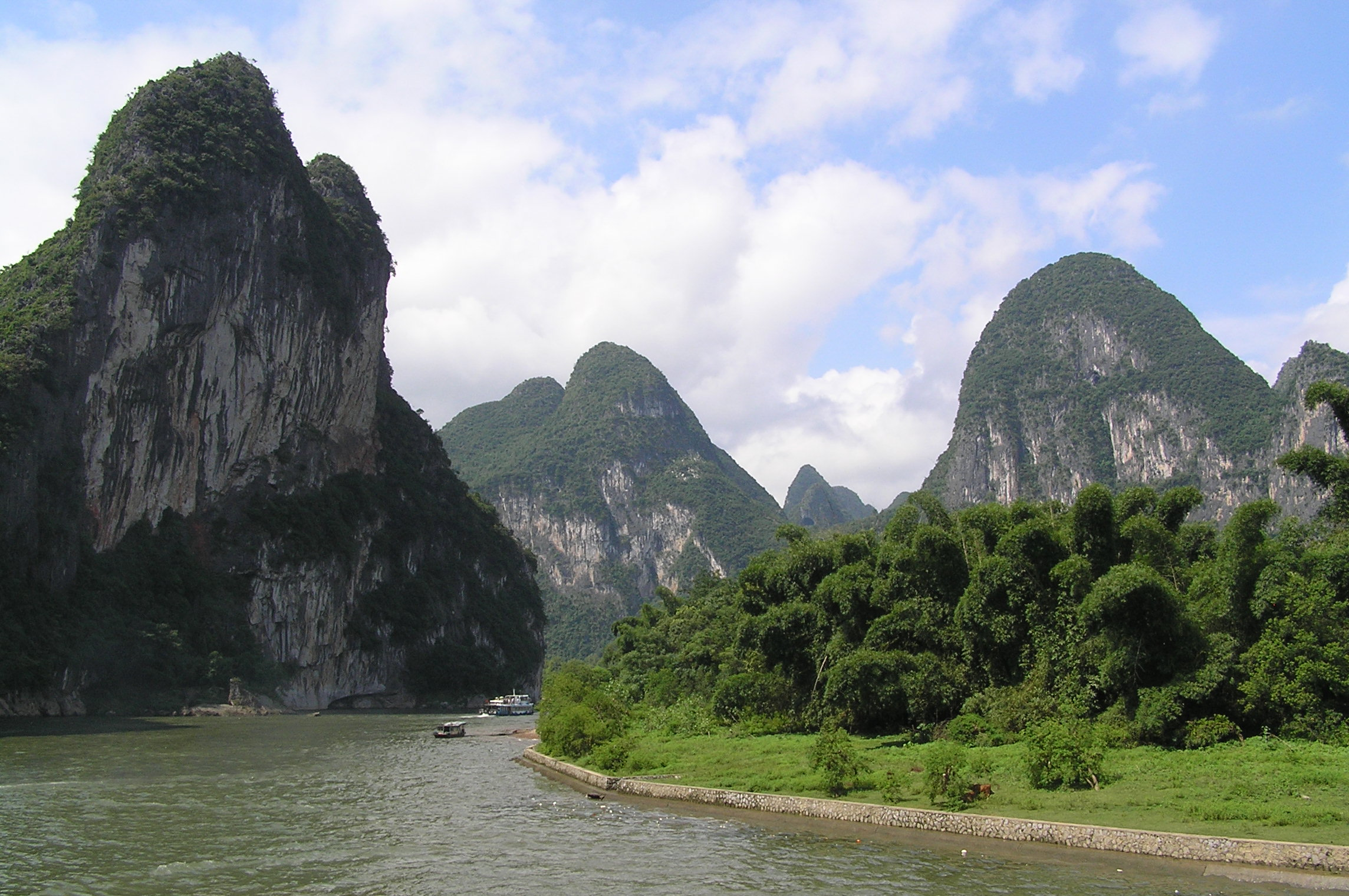
Řeka Li (24. 7. 2005)

Pramení v horách Mao-er v okrese Sing-an a protéká Kuej-linem, Jang-šuo a Pching-le až do řeky Si-ťiang, západního přítoku Perlové řeky ve Wu-čou. V oblasti se vyskytují stovky jeskyní, z nichž je nejdelší jeskynní systém Kuan-jan. Podél 83 km dlouhého úseku mezi Kuej-linem a Jang-šuo, v němž řeka protéká krasovou oblastí, se k nebi vypínají kuželovité vápencové kopce. Z geomorfologického hlediska lze četné z těchto kopců podle jejich tvarů řadit mezi tzv. mogoty. Jedná se o jednu z nejslavnějších čínských scenérií. Mezi nejznámější skály patří:
- Skála rákosové flétny — pískovcová jeskyně se velkým počtem stalaktitů, stalagmitů, stalagnátů, kamenných závěsů a jeskynních korálů.
- Park sedmi hvězd — největší park v Kuej-linu.
- Hora nádherných odstínů — hora skládající se z mnoha vrstev různě zbarvených skal.
- Kopec sloního chobotu — kopec, který vypadá jako obrovský slon, který svým chobotem pije vodu. Je symbolem města Kuej-lin.
- Kanál Ling-čchü — vykopaný v roce 214 př. n. l. je jedním ze tří velkých staročínských projektů pro šetření vodou a nejstarším dochovaným kanálem na světě.
- Mezi dalšími atrakcemi patří vrch Tu-siou, park Nan-si, řeka Tchao-chua, Velký banyán, a Národní folklórní park Chua-šan – Li-ťiang.

## Galerie

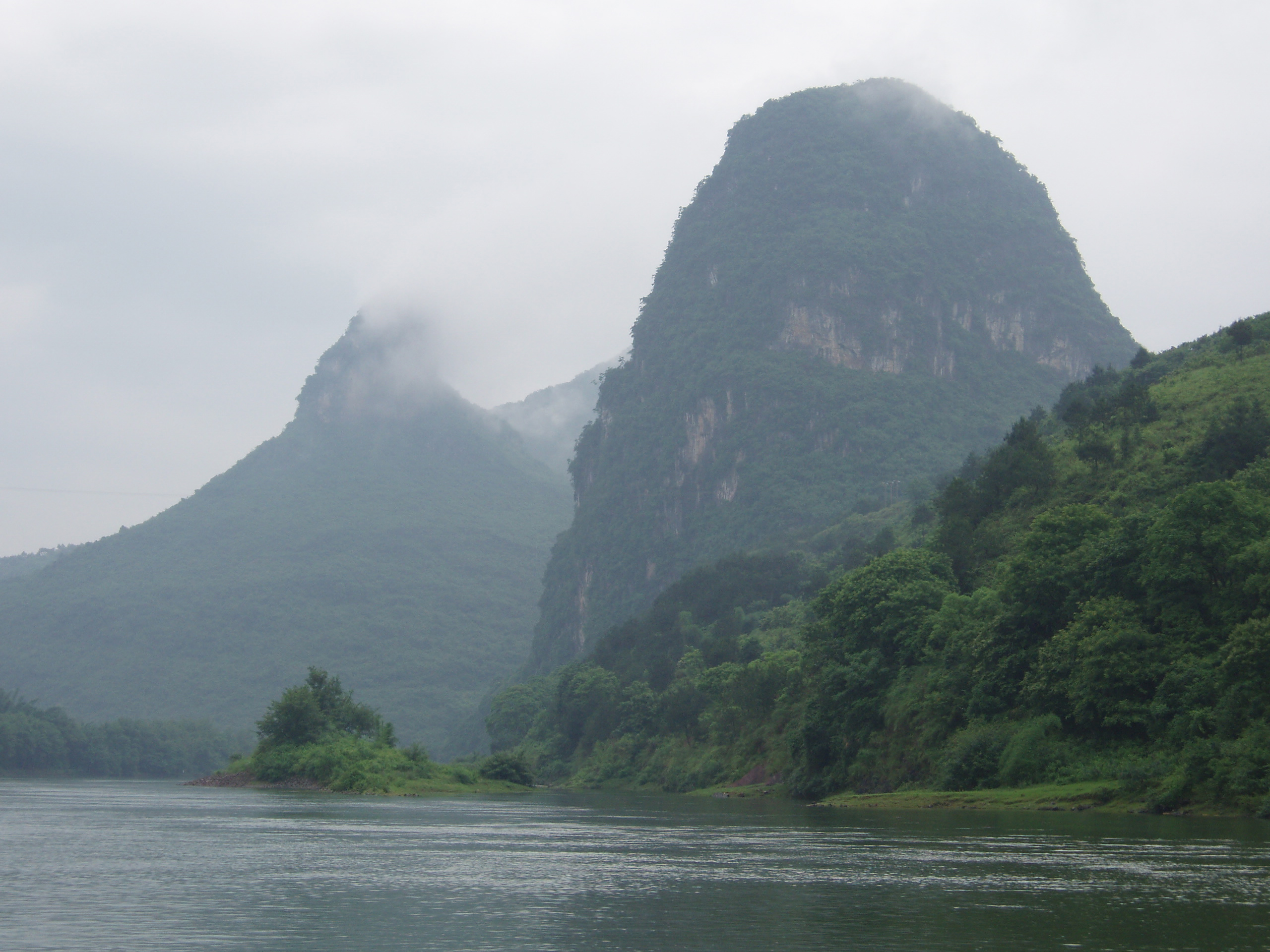
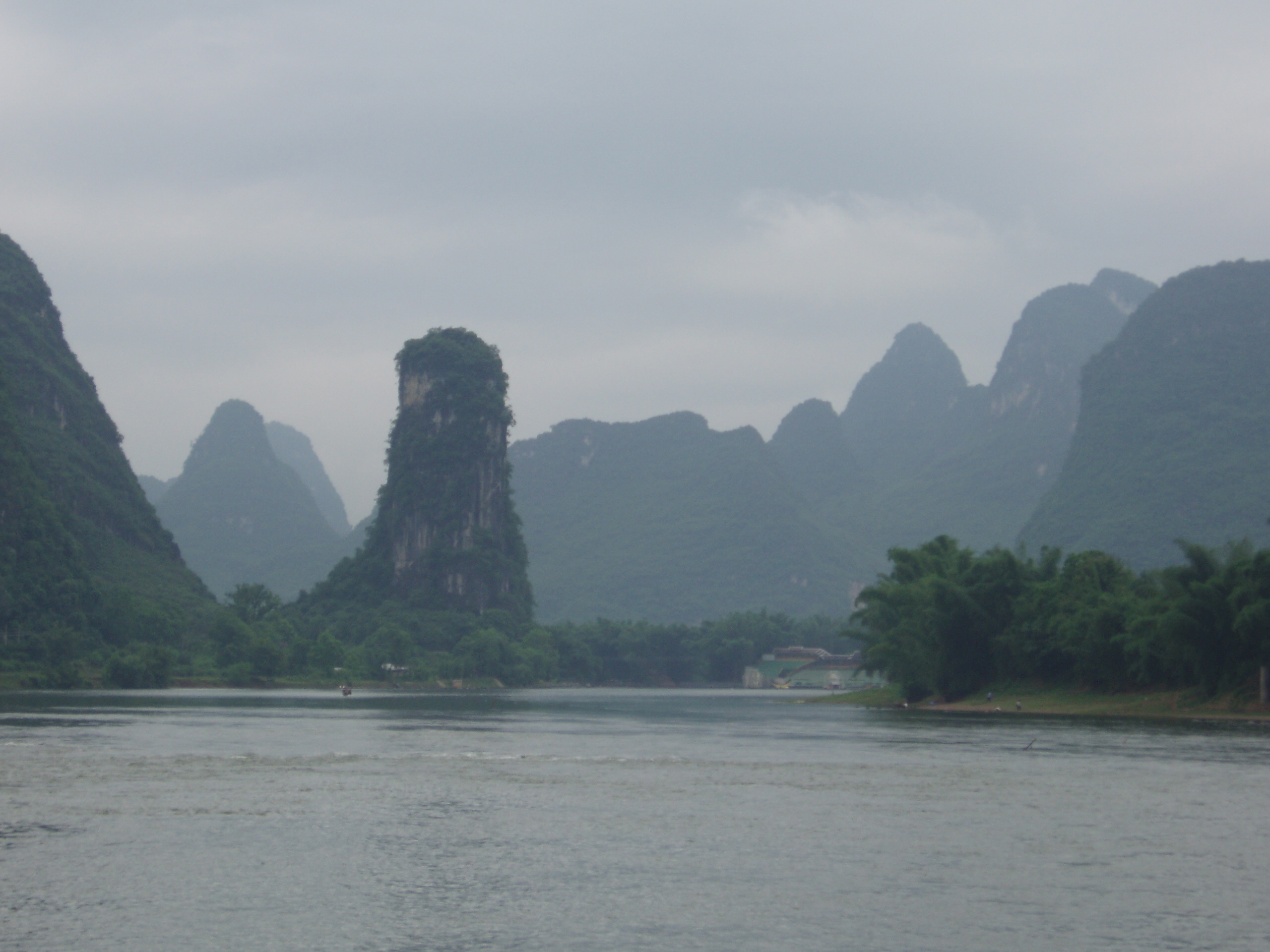
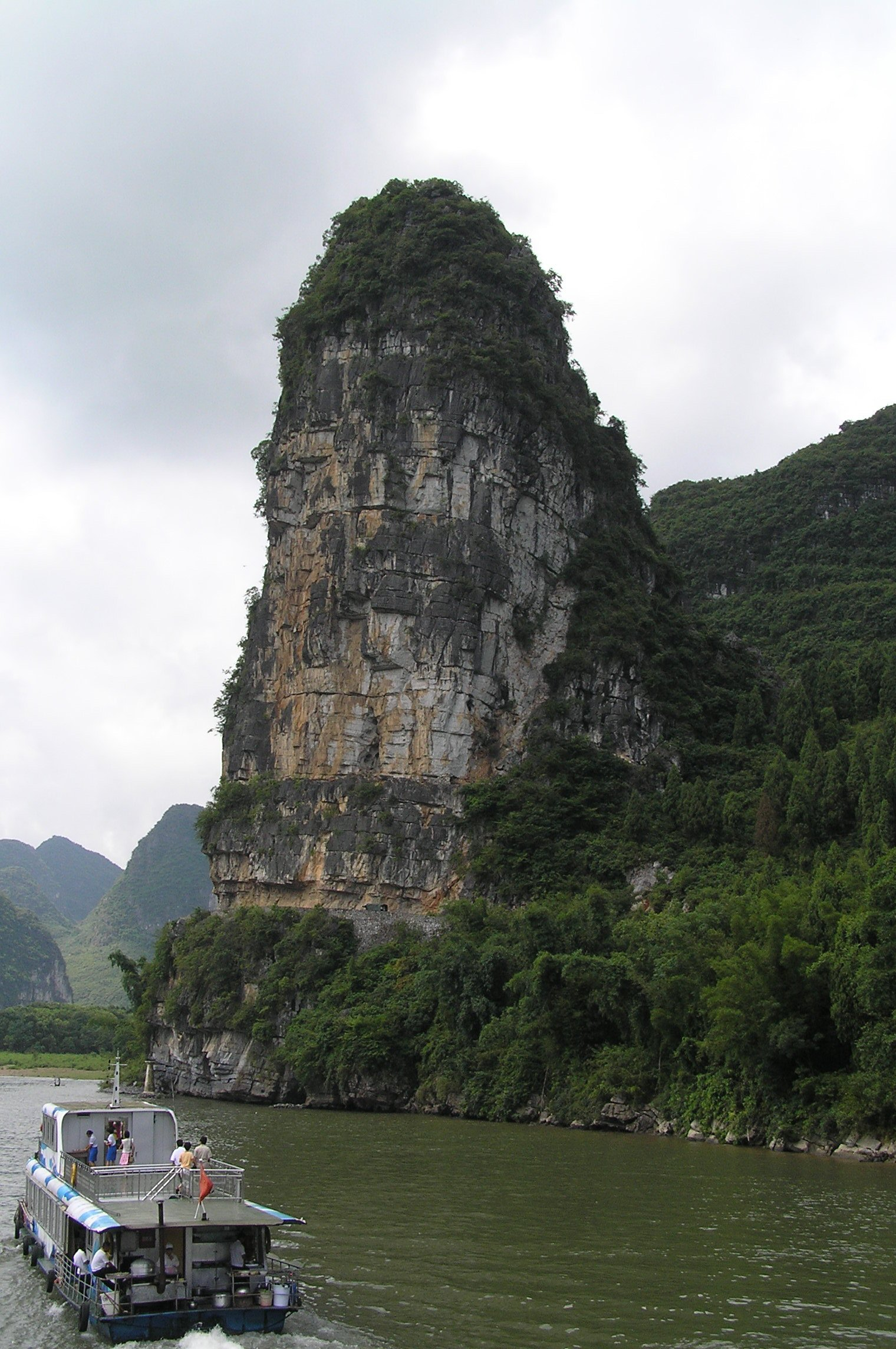
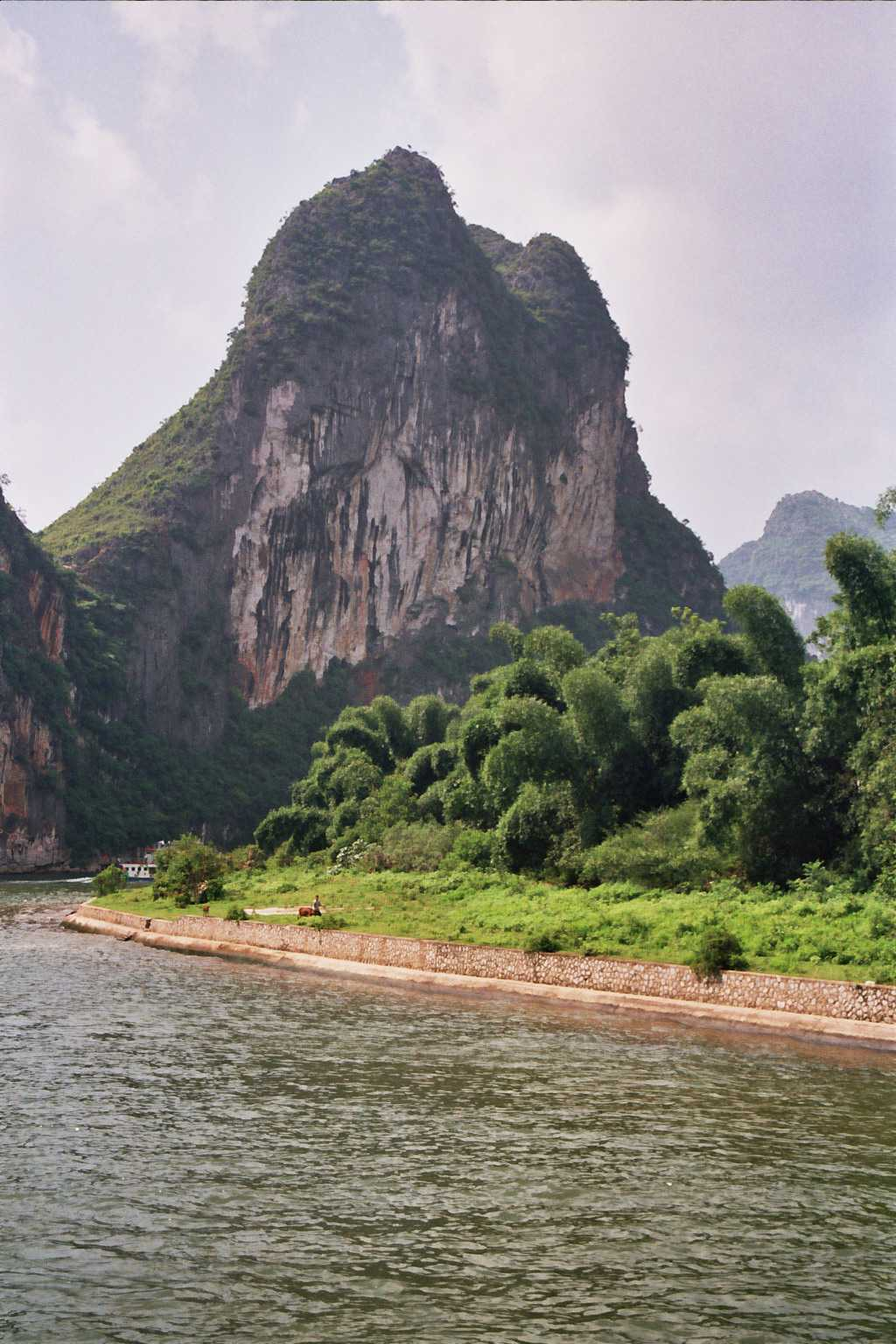
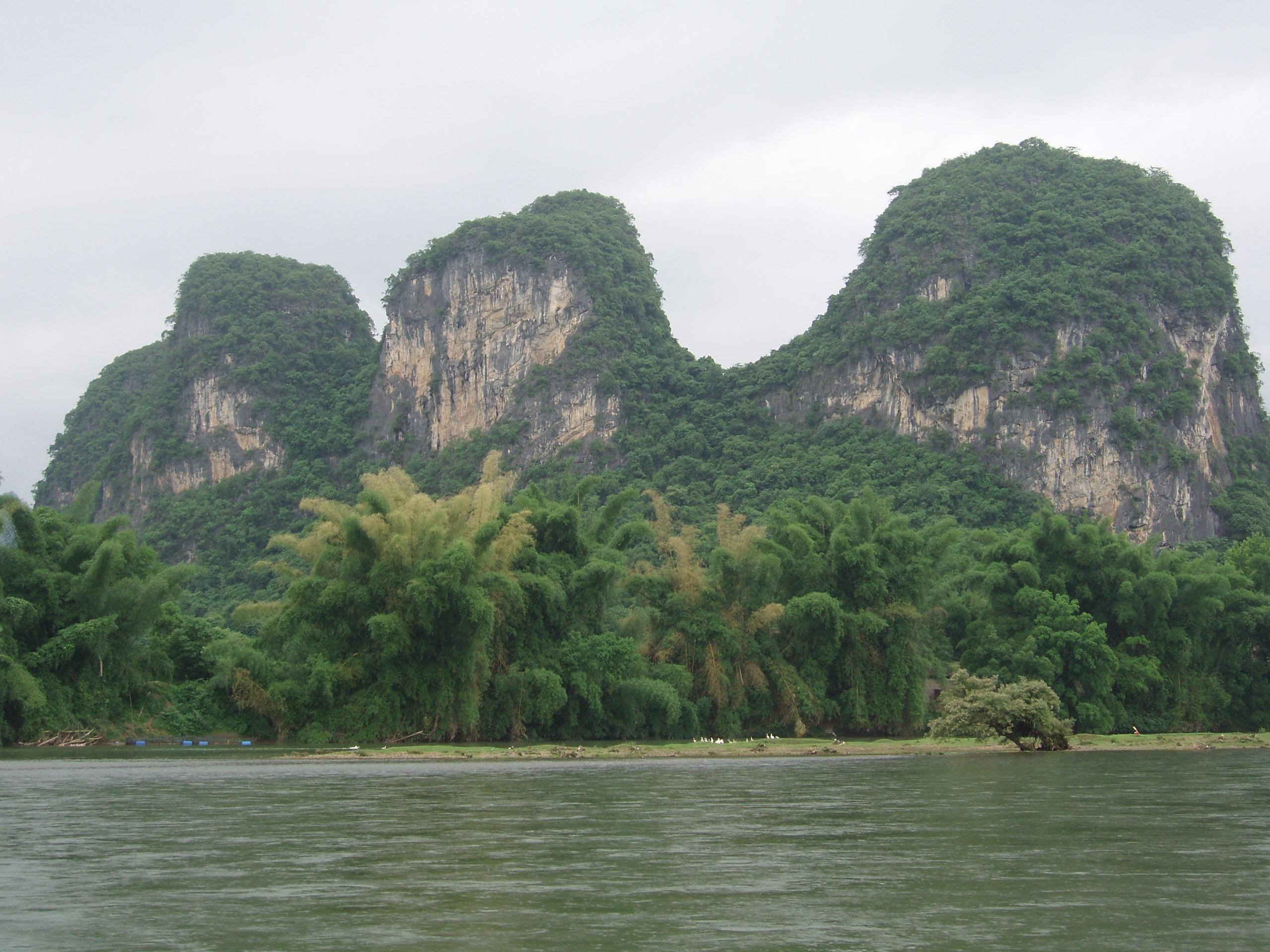
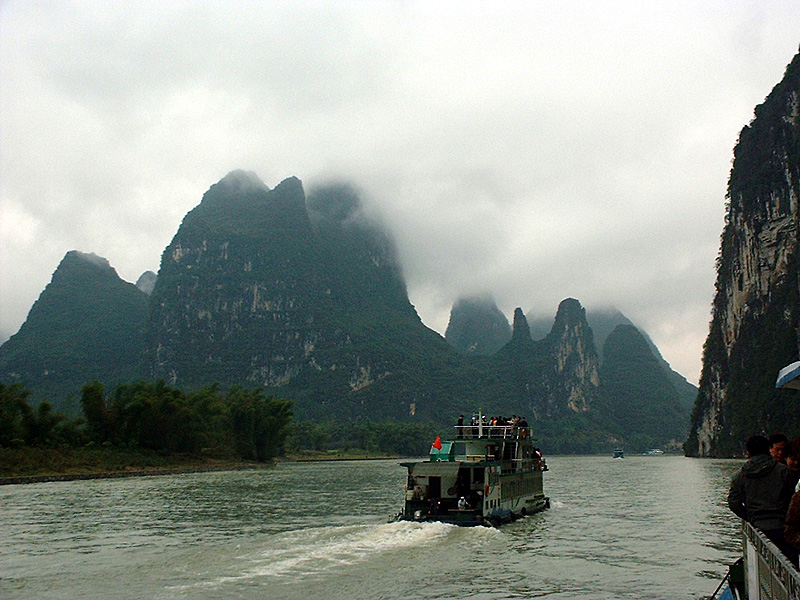

## Využití
S řekou se často spojuje rybaření pomocí kormoránů. Scenérie řeky Li je vyobrazena na čínských bankovkách v hodnotě 20 jüanů (viz fotografie). Od roku 1996 je zvažován její zápis na seznam světového dědictví UNESCO ().